# Chopper (moto)
Pour les articles homonymes, voir Chopper.

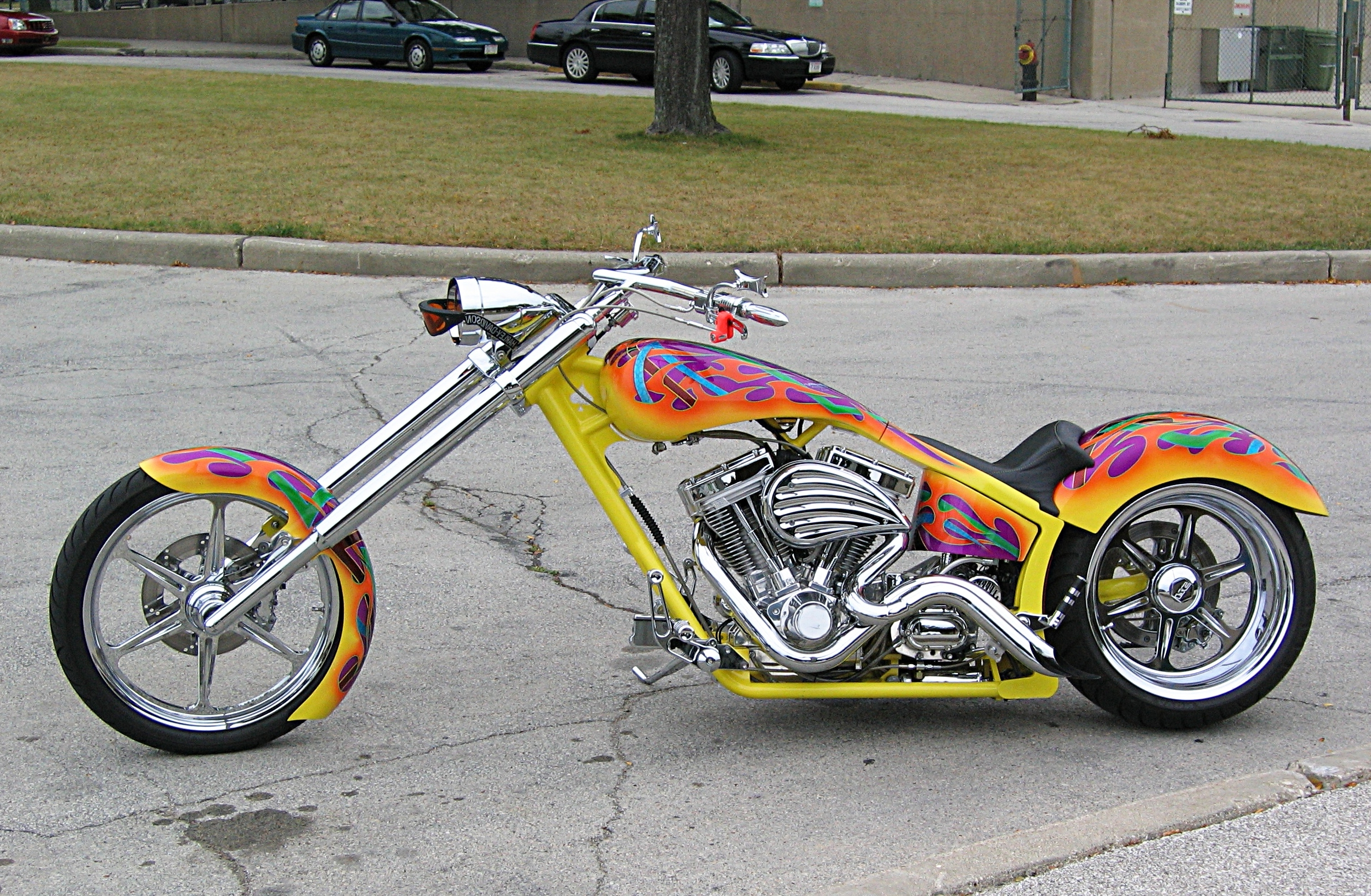
Une moto chopper.

Un chopper est un type de moto typiquement américain dont le cadre d’origine a été coupé pour être modifié. Les choppers sont réalisés entre amis et initiés.

## Historique

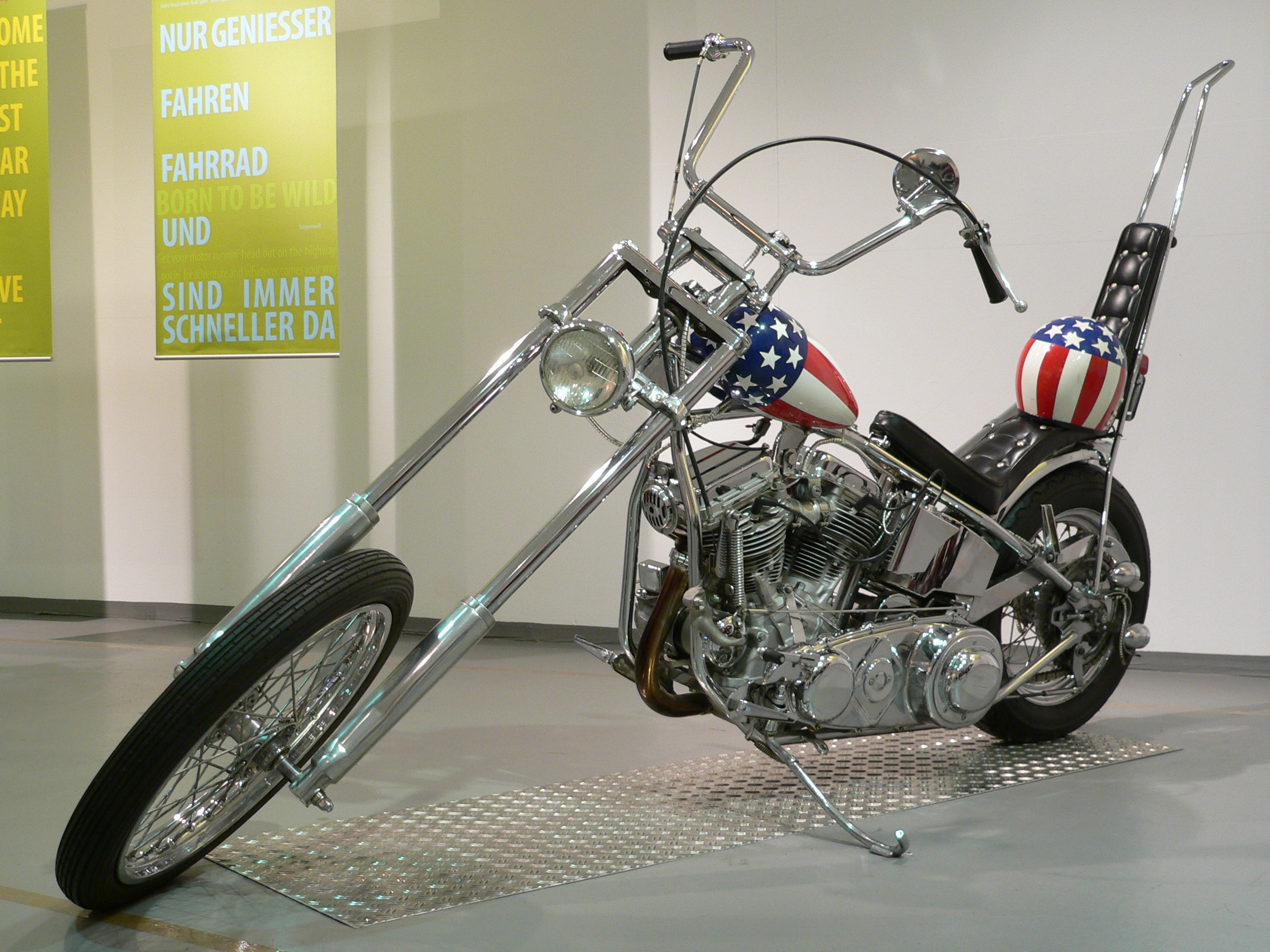
Captain America, le chopper de Peter Fonda dans le film Easy Rider.

Les choppers sont nés dans les États-Unis d'après-guerre. De jeunes Américains, avides de sensations et de puissance, cherchaient des motos rapides. Or, les Harley-Davidson étaient certes rapides pour l'époque mais trop lourdes, ils se mirent donc à enlever toutes les parties non-nécessaires au bon fonctionnement de la moto (« to chop » signifie « couper », « découper », d'où le nom « chopper »). Cela incluait le garde-boue avant, l'arrière (découpé), le frein avant, les sacoches, les phares additionnels, les pare-brises, les grosses selles... Ainsi naquirent les bobbers.
Les choppers avaient, en plus une longue fourche, un cadre rigide (pas de suspensions), un embrayage « suicide » (au pied) et un levier de vitesse à la main.
Le chopper s'est depuis démarqué des autres catégories de motos pour devenir un style reconnu, qui a ses propres adeptes et qui a permis à certains ateliers de faire fortune, comme l'atelier d'Orange County Choppers créé par Paul Teutul senior en 1999 dans l'État de New York ou West Coast Choppers, créé par Jesse G. James à Long Beach dans le quartier de Los Angeles.

## Dans la culture populaire

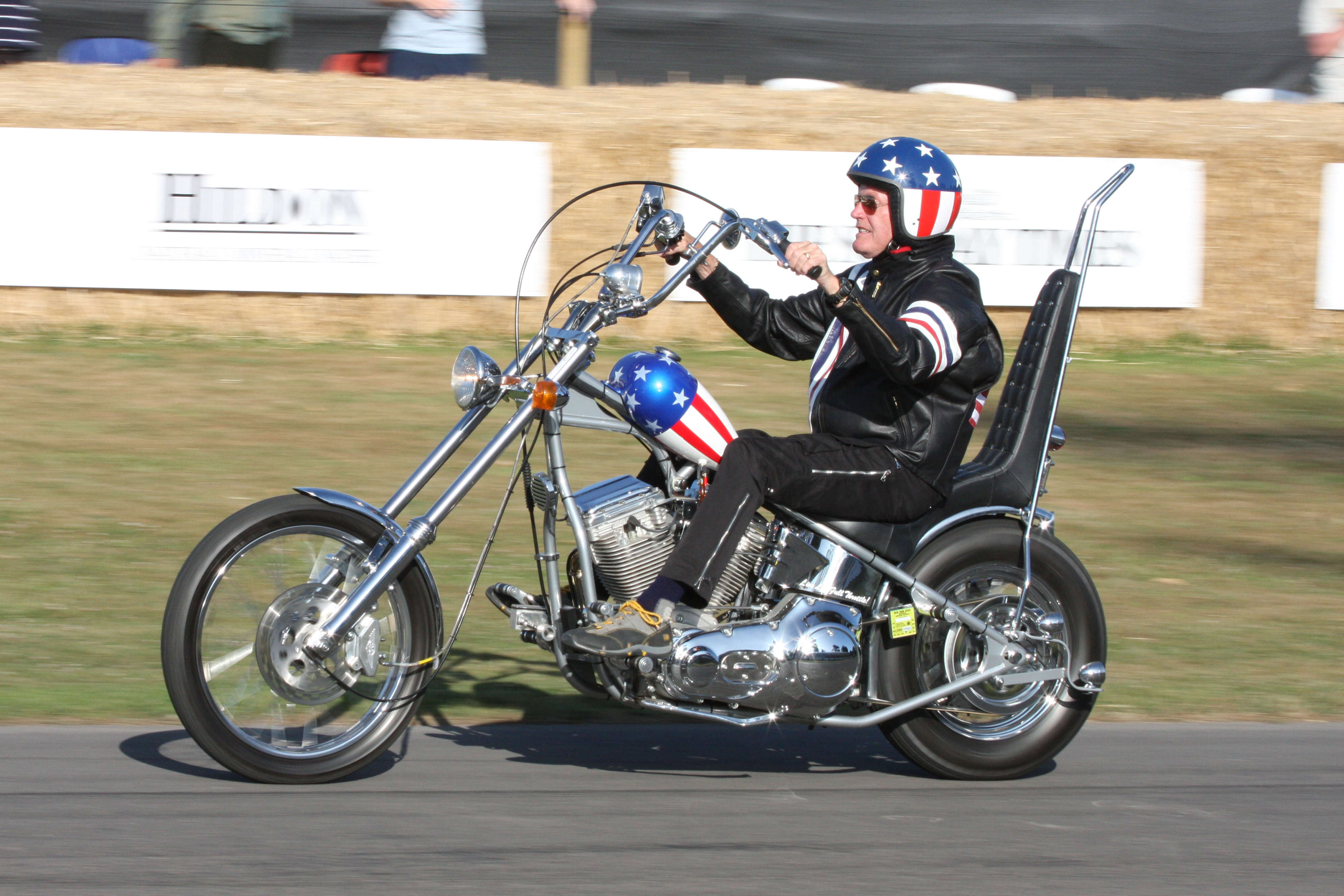
Peter Fonda conduisant une réplique de la moto Captain America utilisée dans Easy Rider.

- Dans le film Easy Rider (1969) de Dennis Hopper, dans lequel deux motards hippies, Wyatt (Peter Fonda) et Billy (Dennis Hopper) voyagent à travers l'Amérique profonde au guidon de leur choppers, explique bien le mode de vie empreint de liberté motorisée lié à ce type de moto.
- Dans Pulp Fiction (1994) de Quentin Tarantino, les choppers sont évoqués dans une réplique de Butch (Bruce Willis) : « Ça, c'est pas une moto, c'est un chopper ! »